# Alexander Platz (brano musicale)
Alexander Platz è un brano musicale italiano del 1982 scritto da Alfredo Cohen, Franco Battiato e Giusto Pio.
Riadattato su un brano interpretato con un testo parzialmente differente da Cohen, Valery, fu interpretato col nuovo titolo da Milva, che lo incise come traccia d'apertura dell'album Milva e dintorni, fu in seguito ripreso dallo stesso Battiato dal vivo e incluso nel suo album Giubbe rosse.

## Storia
Il brano nacque come riadattamento di un altro pezzo musicale, Valery, il cui testo fu scritto da Alfredo Cohen, mentre le musiche furono composte da Franco Battiato e Giusto Pio. Il brano fu inciso dallo stesso Cohen nel 1979. Il testo originale era dedicato a una giovane transessuale, Valérie Taccarelli, che Cohen conobbe a Bologna come attivista di uno dei primi circoli di cultura omosessuale, divenuto successivamente il Cassero LGBT Center.
Nel 1982 Battiato riscrisse il testo ispirandosi alla Alexanderplatz, importante piazza di Berlino Est, città ai tempi ancora divisa dal muro, e riadattò il brano proponendo a Milva di cantarlo, incorporando la struttura melodica, alcune parti del testo e aggiungendo il fortunato ritornello, assente nel brano originale. La canzone divenne così una riflessione sulla vita nella Berlino Est di quegli anni:
«La domanda "Ti piace Schubert?" si riferisce al fatto che a Berlino Est, come in tutta l'Europa orientale, la cultura tradizionale e soprattutto la musica classica sono al centro dell'offerta culturale e non vi sono praticamente alternative. Non vi è posto per la musica contemporanea, simbolo e avamposto degli ideali edonistici dell'occidente. La musica è quella classica ed è il regime che sceglie cosa deve nutrire le menti del suo popolo.»
Milva fece di questo brano un vero e proprio cavallo di battaglia, riproposto nei concerti e reinciso in varie raccolte in Italia, Germania e Giappone, come Wieder mal, In Concert, Milva, Mein Weg (Stationen einer Karriere 1977-1998), Die ultimative Chart Show. Divenne la title track dell'album in versione francese Milva Alexander Platz, e fu anche inciso in tedesco, con il titolo Menschen an der Macht.
Battiato la propose solo dal vivo includendola nella raccolta Giubbe Rosse, edita nel 1989.